# Томпсон (Нью-Йорк)
Томпсон (англ. Thompson) — місто (англ. town) в США, в окрузі Салліван штату Нью-Йорк. Населення — 1797 осіб (2020).

## Демографія
Згідно з переписом 2010 року, у місті мешкало 15 308 осіб у 5982 домогосподарствах у складі 3716 родин. Було 9130 помешкань
Расовий склад населення:
| - 68,0 % — білих - 18,7 % — чорних або афроамериканців - 2,2 % — азіатів - 0,6 % — корінних американців - 6,3 % — осіб інших рас |

До двох чи більше рас належало 4,3 %. Частка іспаномовних становила 20,3 % від усіх жителів.
За віковим діапазоном населення розподілялося таким чином: 26,0 % — особи молодші 18 років, 60,4 % — особи у віці 18—64 років, 13,6 % — особи у віці 65 років та старші. Медіана віку мешканця становила 38,5 року. На 100 осіб жіночої статі у місті припадало 99,3 чоловіків;  на 100 жінок у віці від 18 років та старших — 96,2 чоловіків також старших 18 років.
Середній дохід на одне домашнє господарство  становив 64 464 долари США (медіана — 42 175), а середній дохід на одну сім'ю — 76 482 долари (медіана — 60 536). Медіана доходів становила 46 058 доларів для чоловіків та 37 545 доларів для жінок. За межею бідності перебувало 19,6 % осіб, у тому числі 28,3 % дітей у віці до 18 років та 13,5 % осіб у віці 65 років та старших.
Цивільне працевлаштоване населення становило 6097 осіб. Основні галузі зайнятості: освіта, охорона здоров'я та соціальна допомога — 28,9 %, роздрібна торгівля — 16,8 %, мистецтво, розваги та відпочинок — 13,7 %.